# Glyphodiscus perierctus
Glyphodiscus perierctus is een zeester uit de familie Goniasteridae.
De wetenschappelijke naam van de soort werd in 1917 gepubliceerd door Walter Kenrick Fisher.